# Frank Parker
Frank "Frankie" Andrew Parker, eg. Franciszek Andrzej Paikowski, född 31 januari 1916 i Milwaukee, Wisconsin, USA, död 24 juli 1997, var en amerikansk högerhänt tennisspelare som var en av USA:s 10 bästa tennisspelare under 17-årsperioden 1933-1949, ett rekord som överträffades först 1988 av Jimmy Connors.
Parker upptogs 1966 i International Tennis Hall of Fame.

## Tenniskarriären
Frank Parker rankades 1944, 1945 och 1948 som nummer ett i USA. Efter säsongen 1948 rankades han som världsetta. 
Han blev professionell spelare 1949 och turnerade tillsammans med bland andra Pancho Gonzales och Pancho Segura. 
Frank Parker debuterade i Grand Slam-turneringar 1932 (Amerikanska mästerskapen). Det dröjde ända till 1944, han var då på permission från US Army Air Force, innan han lyckades vinna singeltiteln i den turneringen. Han besegrade i finalen landsmannen William Talbert (6-4, 3-6, 6-3, 6-3). Han upprepade bedriften året därpå. I finalen möttes de båda igen, denna gång vann Parker med siffrorna 14-12, 6-1, 6-2. År 1947 var han åter i final, som han dock förlorade mot Jack Kramer. Parker vann amerikanska grusmästerskapen fem gånger 1933-1947. 
Parker blev 1968 den äldsta singelspelaren någonsin som ställt upp i US Open. Han var då 52 år gammal, och lyckades inte ta sig förbi första omgången. Han förlorade där matchen mot slutsegraren Arthur Ashe (6-3, 6-2, 6-2). 
Efter andra världskrigets slut kunde Parker turnera även i Europa. Han nådde finalen i Franska mästerskapen 1948, där han besegrade den tjeckiske spelaren Jaroslav Drobny (6-4, 7-5, 5-7, 8-6). Året därpå, 1949,  vann han åter mästerskapstiteln i Franska mästerskapen, denna gång efter finalseger över Budge Patty (6-3, 1-6, 6-1, 6-4).
Sina dubbeltitlar i GS-turneringar vann han tillsammans med Jack Kramer (Amerikanska mästerskapen 1943) och Pancho Gonzales (Franska mästerskapen och Wimbledonmästerskapen 1949).  
Frank Parker deltog i det amerikanska Davis Cup-laget 1937, 1939, 1946 och 1948. Han vann 12 av 14 spelade matcher. Han deltog i de slutsegrande amerikanska lagen 1937 och 1948. I interzonfinalen 1946 besegrade det amerikanska laget ett lag från Sverige med 5-0 i matcher. Parker vann sina båda singlar över Lennart Bergelin (6-0 6-3 6-1) och Torsten Johansson (9-7 6-2 6-1). I fjärde omgången i Wimbledonmästerskapen samma år hade Bergelin i sin tur besegrat Parker. 

## Spelaren och personen
Frank Parker hade polska föräldrar. Han blev känd för sin hårda, välplacerade serve, sin utomordentliga bollkontroll och sin goda rörlighet. Hans grundslag var inte särskilt hårda, men han slog dem med stor precision, särskilt med backhand. 

## Grand Slam-titlar
- Franska mästerskapen
  - Singel - 1948, 1949
  - Dubbel - 1949
- Wimbledonmästerskapen
  - Dubbel - 1949
- Amerikanska mästerskapen
  - Singel - 1944, 1945
  - Dubbel - 1943